# Fujitsu Siemens Computers
Fujitsu Siemens Computers este o companie de IT fondată în anul 1999 ca joint venture între companiile Fujitsu din Japonia și Siemens din Germania. Ambele companii dețin cote egale din acțiunile Fujitsu Siemens.
În noiembrie 2008, compania a anunțat că, până la data de 1 aprilie 2009, Fujitsu va achiziționa cota parte de 50% deținută de Siemens, pentru suma de 450 milioane de Euro, integrând compania ca entitate de sine stătătoare în Fujitsu Group.
Cifra de afaceri în 2007: 6,6 miliarde USD
Număr de angajați în 2008: 10.500

## Fujitsu Siemens Computers în România
Având un număr de 30 de angajați, Fujitsu Siemens Computers România a încheiat anul fiscal 2007–2008 cu o cifră de afaceri de 63,9 milioane euro,
și cu 50 de milioane de euro pentru anul fiscal 2006-2007.
În anul 2005, compania a vândut 19.889 de laptopuri, având o cotă de piață de 21,5%
iar în 2006 a vândut 26.068 de unități.